# Andinoacara rivulatus
Andinoacara rivulatus (terror verde) es una especie de peces de la familia Cichlidae en el orden de los Cichliformes.

## Morfología
Los machos pueden llegar alcanzar los 20 cm de longitud total.

## Distribución geográfica
Se encuentran en Sudamérica: desde el río Esmeraldas (Ecuador) hasta el  Río Cañete (Perú).